# Margaret Ann Chapman
Margaret Ann Chapman (* 14. Januar 1937 in Dunedin, Neuseeland; † 23. Mai 2009 in Hamilton, Neuseeland) war eine neuseeländische Limnologin und Hochschullehrerin. Sie war 1970 eine der ersten neuseeländischen Wissenschaftlerinnen, die die Rossmeerregion besuchten, und die erste Frau, die eine wissenschaftliche Expedition in die Antarktis leitete. Sie war eine Pionierin in der Erforschung kontinentaler aquatischer Ökosysteme.

## Leben und Werk
Chapman war die Tochter einer Ärztin und besuchte die Southland Girls’ High School und die Otago Girls’ High School. Danach studierte sie an der University of Otago und erhielt dort 1960 einen Master-Abschluss, eine für Frauen dieser Zeit ungewöhnliche Leistung. In ihrer Masterarbeit beschäftigte sie sich mit der Taxonomie und Ökologie von Ostrakoden in neuseeländischen Binnengewässern.
Während ihres Masterstudiums lernte sie Ann Hilary Jolly kennen, für die sie von 1961 bis 1962 als Assistenzbiologin beim Sydney Water Consortium in Australien arbeitete. 1962 wechselte sie an die Universität Glasgow, wo sie unter der Leitung des Zoologen Harry Slack die Populationsdynamik von Zooplankton im Loch Lomond, einem Gletschersee im Westen von Schottland, untersuchte. 1965 promovierte sie mit der Dissertation Ecological Studies on the Zooplankton of Loch Lomond.
Nach ihrem Abschluss arbeitete sie ein Jahr lang als Assistenzprofessorin für Zoologie an der University of Glasgow, bevor sie an die University of Auckland wechselte und dort eine Stelle als Dozentin für Zoologie antrat. Nach ihrer Rückkehr nach Neuseeland begann sie mit der Untersuchung der Populationsdynamik von Zooplankton in den Seen von Rotorua auf der Nordinsel. Diese Forschung führte zu einer Reihe wichtiger Veröffentlichungen, die den Ausgangspunkt für weitere Studien in Neuseeland bildeten.
In Auckland begann sie zusammen mit Maureen Lewis das Buch An Introduction to the Freshwater Crustacea of New Zealand zu schreiben, welches 1976 und 2011 in einer überarbeiteten Fassung veröffentlicht wurde.
1970 zog sie nach Hamilton und gehörte zu den Gründungsmitgliedern der School of Science an der University of Waikato. Sie beteiligte sich an der Gründungs- und Entwicklungsphase des Fachbereichs für Biowissenschaften und der Fakultät für Wissenschaft und Technologie dieser Universität sowie an der Umsetzung des Fernunterrichts.

## Forschungstätigkeiten
Chapman leitete von 1970 bis 1971 ein Team von Wissenschaftlern der University of Waikato, das an antarktischen Seen arbeitete. Dabei handelte es sich um eine biologische Untersuchung der zugefrorenen Seen im Taylor Valley. Sie gehörte damit zu den ersten Frauen, die den südlichen Kontinent betraten, und war die erste, die eine Antarktisexpedition leitete. Als Anerkennung wurde der Lake Chapman in der Nähe von Granite Harbor in der Antarktis nach ihr benannt.
Sie gilt als eine der führenden Limnologen Neuseelands, insbesondere auf dem Gebiet der Zooplanktonökologie, und wurde oft gebeten, Übersichtsartikel in ihren Fachgebieten zu verfassen. Durch ihre Teilnahme an Konferenzen im Ausland knüpfte sie Kontakte zu einer Vielzahl von Organisationen. Sie wurde beauftragt, eine umfassende Untersuchung der limnologischen Eigenschaften und der Wasserqualität aller Seen im Waipa County durchzuführen. Ihre Studie wurde zur Grundlage für die Entwicklung von Bewirtschaftungsplänen für diese Seen. Darüber hinaus führte sie über mehrere Jahre hinweg eine umfassende Untersuchung des Lake Waahi durch, die zeigte, dass der Kohlebergbau und andere Aktivitäten deutliche schädliche Auswirkungen auf den See hatten. Infolgedessen wurden Maßnahmen eingeführt, um einige dieser Auswirkungen zu beseitigen. Während ihrer Zeit an der University of Waikato war sie kontinuierlich an Untersuchungen des Waikato River beteiligt, wobei ein Großteil dieser Arbeit auf die Bewertung der Auswirkungen des Kraftwerks Huntly abzielte. Sie war Mitglied eines biologischen Unterausschusses, der sich aus Vertretern des regionalen und neuseeländischen Elektrizitätsministeriums zusammensetzte und diese Auswirkungen untersuchte. Außerdem wurde sie von der Tourist Hotel Corporation damit beauftragt, die Populationen der Zuckmücken in den Bächen, die durch die Waitomo Caves fließen, zu untersuchen, um die Bewirtschaftung der Glühwürmchenpopulationen der Höhlen, die sich von Mücken ernähren, zu verbessern. Sie entdeckte mehrere Süßwasser-Zooplanktonarten sowohl in Neuseeland als auch in der Antarktis.
1961 wurde sie Mitglied der Australian Society for Limnology. Zusammen mit Vida Scout gründete sie 1967 die Vorläufergesellschaft der heutigen New Zealand Freshwater Sciences Society, zu deren lebenslangem Mitglied sie 1997 ernannt wurde.
Chapman zog sich 1996 von ihrer Position an der University of Waikato zurück. Nach ihrer Pensionierung fand zu ihren Ehren eine Sonderkonferenzsitzung statt, die zu einem Sonderteil im 1999 veröffentlichten New Zealand Journal of Marine and Freshwater Research führte.
Sie starb 2009 in Hamilton im Alter von 72 Jahren.

## Ehrungen

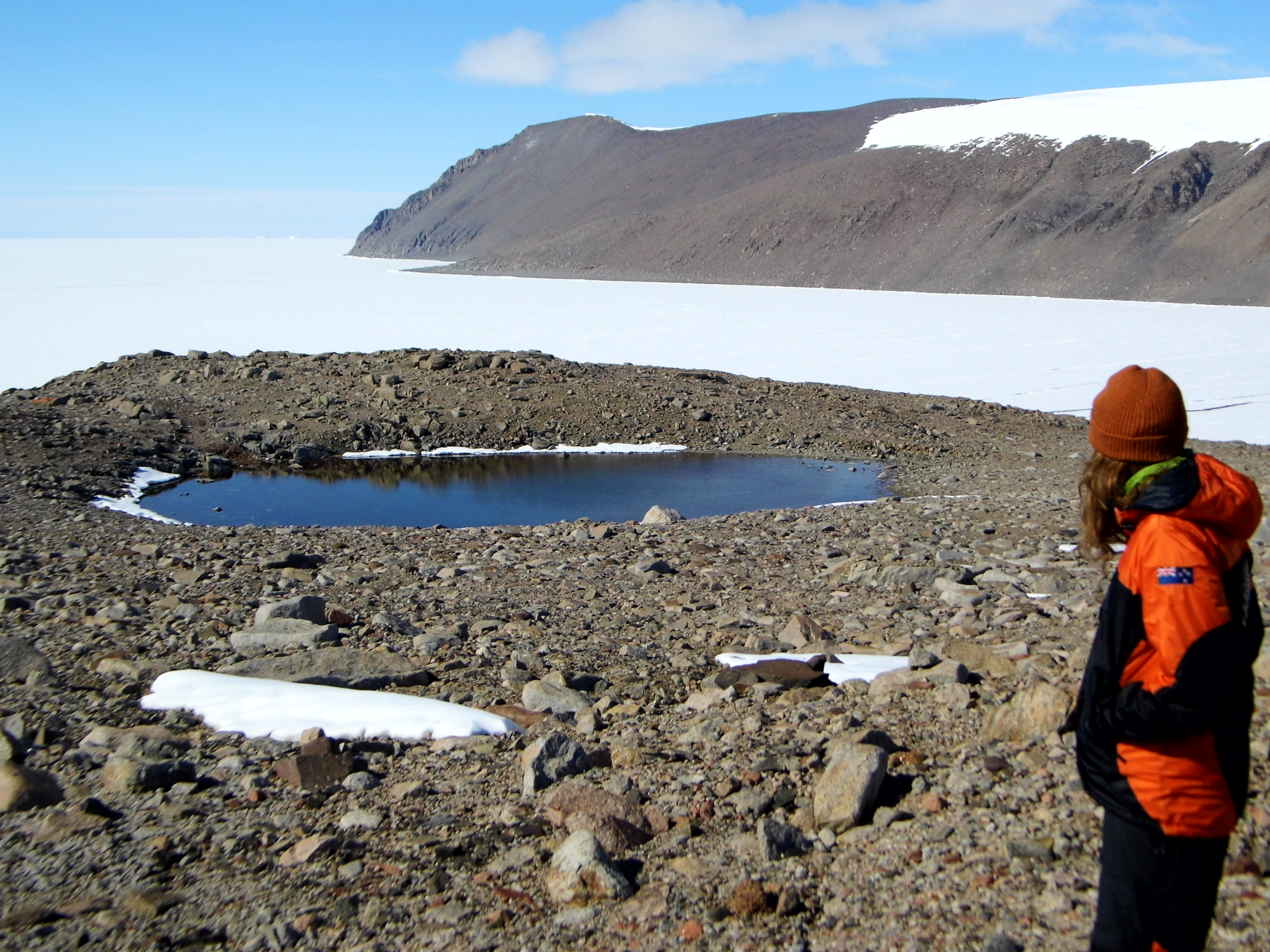
Lake Chapman mit der Granite Harbour/Botany Bay im Hintergrund

- 1996: New Zealand Science and Technology Medal, Royal Society of New Zealand
- 2002: Benennung des Lake Chapman nach ihr
- 2017: 150 Women in 150 Words der Royal Society Te Apārangi[4]

## Veröffentlichungen (Auswahl)
- An introduction to the freshwater crustacea of New Zealand. Collins, 1976, ISBN 978-0-00-216905-9.
- Terrestrial ostracods of NewZealand. Nature 185, 121.(2), 1960.
- A review of the freshwaterostracods of New Zealand. Hydrobiologia 22, 1963, S. 1–40.
- On Eucypris mytiloides (Brady)and three new species of Eucypris Vavra(Cypridae, Ostracoda) from Australia. Hydrobiologia 27, 1966, S. 368–378.